# Estación de Granja
La Estación Ferroviaria de Granja, igualmente denominada Estación de Granja, es una plataforma de la línea del Norte, que sirve a parroquias de São Félix da Marinha, en el ayuntamiento de Vila Nova de Gaia, en Portugal.

## Características

### Localización y accesos
Se encuentra junto a la calle de la Estación de los Ferrocarriles, en la parroquia de São Félix da Marinha.

### Descripción física
En enero de 2011, poseía tres vías de circulación, con 600 y 710 metros de longitud; las plataformas presentaban 245 y 260 metros de extensión y 70 a 35 centímetros de altura.

## Historia
La estación se inserta en el tramo entre Vila Nova de Gaia y Estarreja de la línea del Norte, que fue inaugurado por la Compañía Real de los Caminhos de Ferro Portugueses el 8 de julio de 1863. Esta estación fue una de las contempladas para los nuevos servicios mixtos, creados para unir Vila Nova de Gaia y Coímbra, después de la inauguración del tramo entre Estarreja y Taveiro, el 10 de  abril de 1864.